# Stenohya chinacavernicola
Stenohya chinacavernicola är en spindeldjursart som beskrevs av Wolfgang Schawaller 1995. Stenohya chinacavernicola ingår i släktet Stenohya och familjen helplåtklokrypare. Inga underarter finns listade i Catalogue of Life.